# Як зайнятися сексом
«Як зайнятися сексом» — британська драма 2023 року, сценаристом і режисером якої стала Моллі Меннінг Вокер у своєму режисерському дебюті. У фільмі зіграли Міа Маккенна-Брюс, Лара Пік, Шон Томас, Семюел Боттомлі, Енва Льюїс та Лора Амблер.
Світова прем'єра відбулася на 76-му Каннському кінофестивалі 19 травня 2023 року в програмі Особливий погляд.

## У ролях
- Міа Маккенна-Брюс — Тара
- Лара Пік — Скай
- Шон Томас — Бадгер
- Семюел Боттомлі -Педді
- Гелен Лоа — Фі
- Енва Льюїс — Ем
- Лора Амблер — Пейдж
- Дейзі Джеллі — Джемма

## Виробництво
У жовтні 2022 року до акторського складу фільму приєдналися Міа Маккенна-Брюс, Лара Пік, Шон Томас, Семюел Боттомлі, Енва Льюїс і Лаура Амблер, а Моллі Меннінг Вокер режисерувала за сценарієм, який вона ж сама й написала.

## Реліз
Світова прем'єра фільму відбулася на 76-му Каннському кінофестивалі 19 травня 2023 року в програмі Особливий погляд. Раніше сервіс MUBI придбав права на розповсюдження фільму.

## Реакція

### Критика
На веб-сайті агрегатора оглядів Rotten Tomatoes рейтинг схвалення фільму «Як зайнятися сексом» становить 95 %, на основі 21 відгуку із середнім рейтингом 7,6/10. На Metacritic фільм отримав середньозважену оцінку 77 зі 100 на основі 11 відгуків критиків, які вказують на «загалом схвальні відгуки».

### Відзнаки та нагороди
| Нагорода / Кінофестиваль | Дата церемонії      | Категорія         | одержувач(и)        | Результат    |        |
| ------------------------ | ------------------- | ----------------- | ------------------- | ------------ | ------ |
| Каннський кінофестиваль  | 26 травня 2023 року | Un Certain Regard | Моллі Меннінг Вокер | Перемога     | [ 7 ]  |
| Каннський кінофестиваль  | 26 травня 2023 року | Queer Palm        | Моллі Меннінг Вокер | Номінація    | [ 11 ] |
| Каннський кінофестиваль  | 27 травня 2023 року | Золота камера     | Моллі Меннінг Вокер | В очікуванні |        |